# Susana Ruiz Cerutti
Susana Ruiz Cerutti, née le 17 novembre 1940 à Buenos Aires (Grand Buenos Aires) et morte dans la même ville le 24 juin 2024, est une femme politique argentine. 
Membre de l'Union civique radicale, elle est ministre des Affaires étrangères en 1989. 

## Biographie
Susana Ruiz Cerutti est ambassadrice en Suisse, au Liechtenstein et au Canada.